# Zonosaurus anelanelany
Zonosaurus anelanelany là một loài thằn lằn trong họ Gerrhosauridae. Loài này được Raselimanana, Raxworthy & Nussbaum mô tả khoa học đầu tiên năm 2000.